# ケロポンズ
ケロポンズは、日本の子ども向け音楽・体操を作る2人組の音楽ユニット。1999年結成。

## 概要
1999年に結成。あそびうたの作詞・作曲・振付を手掛け、親子コンサートや、保育士・幼稚園の先生を対象とした保育セミナーに出演。結成以来年間90 - 100公演、年間平均動員数は30,000人を超える。
育児雑誌や保育雑誌に子どもとのふれあい遊びの紹介記事を執筆、楽曲・振付の提供、絵本の創作等も行う。代表作にCD「エビカニクス」、DVD「ケロポンズとあそぼう!」、書籍「ケロポンズのあそびねた」、CDつき本「ケロポンズのおやこであそぼ」等がある。YouTube動画「エビカニクス」は累計1.4億回を突破（2023年10月）。作詞、作曲を手掛けた歌や、考案したあそび歌は1000作品を超える。
2008年よりNHK「おかあさんといっしょ」に楽曲提供、2009年よりBS日テレ「それいけ!アンパンマンくらぶ」に出演、2016年よりテレビ東京「きんだーてれび」出演。2013年より6年連続で「フジロックフェスティバル」に出演。2014年くまモンに楽曲・振付提供。

## メンバー
| 氏名      | 通称       | 担当                                                                       | 生年月日 | 出身地       | 備考 |
| --------- | ---------- | -------------------------------------------------------------------------- | -------- | ------------ | --- |
| 増田 裕子 | ケロちゃん | - ボーカル - 作詞 - 作曲 - ピアノ - アコーディオン                         | 1961年   | 東京都       | - 国立音楽大学音楽学部教育音楽学科幼児教育専攻を首席で卒業。 - 4年間の幼稚園勤務を経て、フリーになる。 - 1987年バンド「トラや帽子店」を中川ひろたか、福尾野歩と結成。11年間、年間100公演以上を行うカリスマバンドとして、親子や保育士に絶大な人気を誇る。2000年「トラや帽子店」解散後、「ケロポンズ」としての活動を本格化。 - 主な著書に『増田裕子のミュージックパネル1，2』（クレヨンハウス） - 絵本に『ねこのおいしゃさん』をはじめとする『ケロちゃん絵本シリーズ』（そうえん社）、お正月、お盆、運動会、クリスマスなど行事をテーマにした「行事絵本シリーズ」（シリーズ既刊8冊）など多数。『ケロちゃん絵本』シリーズは2016年既刊11冊、累計10万冊突破、中国語、朝鮮語などにも訳される人気シリーズ。 |
| 平田 明子 | ポンちゃん | - ボーカル - 作詞 - 作曲 - ピアノ - パーカッション - ウクレレ - リコーダー | 1968年   | 広島県三次市 | - 長野県安曇野市在住。 - 安田女子大学文学部児童教育学科卒業。 - 巨漢コーラスグループ『モーモーズ』の元メンバー。「トラや帽子店」のファンで800人規模のコンサート誘致をきっかけに増田裕子と知り合い、幼稚園教諭として5年間勤務しながらピアノ伴奏を務める。1999年「ケロポンズ」結成。 - 著書に『ポンちゃんの0,1,2歳児とふれあってあそぼう！』、『保育でポン！』など。 - 絵本作品に『モジャキのくすり』、『やだやだベティ』（翻訳）、『ビリンちゃんのもち合戦』など |

## 来歴
- バンド「トラや帽子店」で活動していた増田裕子が、個人でミュージックパネルの講師をする際に伴奏者が必要になり、広島から上京していた「トラや帽子店」ファンの平田明子に伴奏を頼んだ。「トラや帽子店」休業中に、二人で新たなユニットとして活動することになり、1999年「ケロポンズ」結成。[3]
- 二人でコンサートを始めた当初は、ステージで「チャランポラン」と名乗っていたが、漫才コンビ『ちゃらんぽらん』と混同されることを避けるため、ユニット名を変更。カエルが好きな増田裕子「ケロ」と以前から「ポンちゃん」というあだ名で呼ばれていた平田明子の「ポン」を組み合わせて「ケロポンズ」と名づけた。[4]

## CM出演/楽曲・振付提供作品
- ヤマハ音楽教室「ドドド!むちゅー大作戦」
- 日清シスコーン「毎朝サクサク体操」「できるさ できるよ あさごはん」
- ブルボン 「ちょこあ～んぱんのあそびうた」
- 万城食品「さかなごはん」
- くまモン「くまモン4Uメソッド」「くまモン うまかモン」
- デアゴスティーニ「ホネッキーのからだダンス」
- 上越市水族館うみがたり「ランラン♪マゼランペンギン」
- パラドゥ「まずバズダンス」
- 帝人「だけじゃないサンバ」
- 横浜みなとみらいホール「ヨコハマフーフーエクササイズ」

プロデュース
- 広島ホームテレビ「ぽるぽるダンス」[2]

## テレビ
- おかあさんといっしょ（NHK Eテレ）「ひっつきもっつき」「タコクロナイズドスイミング」他楽曲提供
- すくすく子育て（NHK Eテレ）「すりすりほっぺちゃん」楽曲提供
- みんなDEどーもくん!（NHK Eテレ）
- みんなのうた（NHK総合）「なぜ」（2012年2月-3月放送曲）
- それいけ!アンパンマンくらぶ（BS日テレ）出演
- きんだーてれび（テレビ東京）テーマソング提供・出演
- ポンキッキーズ（BSフジ）「ガチャガチャムクムク」楽曲提供・出演
- スッキリ、しゃべくり007、ぐるぐるナインティナイン、ヒルナンデス!、アウト×デラックス、NHKニュースおはよう日本、情報プレゼンター とくダネ!、ZIP!、ノンストップ!　他：ゲスト出演
- 題名のない音楽会（テレビ朝日）：スペシャルライブ出演

## ディスコグラフィー

### あそび作品
- ケロポンズのあそびネタ　シリーズ（書籍・CD）
- うたってあそぼうケロポンズ　シリーズ（書籍・CD）

### シングルCD
- エビカニクス（2007）
- へそへそパワー（2009）
- ふりかけパラパラ（2007）
- きみいろ☆ヒーロー（佐藤弘道とのコラボレーション）（2009）
- ぼくらのパワー（2007）
- オナカペコピョンピョン太郎／こつみつど（たにぞうとのコラボレーション）（2011）
- アキレスケンタウルス体操（鈴木翼、福田りゅうぞうとのコラボレーション）（2014）
- ねあんでるた〜る人（福田りゅうぞうとのコラボレーション）（2015）

### オリジナルCD
- ちきゅうじん（2000）
- アルバム・エビカニクス（2002）
- おにぎり（2003）
- キミノエガオ（2003）
- ランラ（2005）
- プリティ ケロポンズ（2009）
- みんなのYEAH!（2012）

### ベストアルバムCD
- エブリバディ おどろう! ケロポンズ BEST（2019年7月10日 ユニバーサル ミュージック）CD+DVD
- エブリデイ あそぼう! ケロポンズ BEST（2019年7月10日 ユニバーサル ミュージック）CD2枚

### DVD
- ケロポンズとあそぼう！（日本コロムビア）（2011）
- ケロポンズとうたってあそぼ！（日本コロムビア）（2014）

### コラボレーション
新沢としひことのコラボレーション　CD&楽譜集
- 心にやさしい日（2007）
- きみのそら（2008）
- 世界は今日も生きている（2009）
- とはともだちのと（2010）
- こころはればれ（2011）
（CD&楽譜集＝アスク・ミュージック）

ケロポンズ＋藤本ともひこコラボレーション
- 手あそび大作戦！（2011）
- 劇あそび大作戦（2012）
- ちょこっとあそび大作戦（2012）
- ぱぱっとあそび大作戦!（2013）
- 行事あそび大作戦!（2014）
（CD＝キングレコード　書籍＝世界文化社）
- ケロポンズ＋藤本ともひこの「エビカニクス」「ねこときどきらいおん」収録 ミュージックペープサートCD付（2015）（世界文化社）

中川ひろたかとのコラボレーション
- ケロピーポンのつるたんてん（2015）

くまモンとのコラボレーション
- 熊本県のゆるキャラ、くまモンとのコラボ体操。歌詞・作曲・振付を手掛けた。
- DVD「くまモンとハッピーエクササイズ！」（日本コロムビア）（2015）
- 「ハッピーくまモン」（日本コロムビア）

Q-TAROとのコラボレーション
- CD＋DVD「ケロポンズ＆Q-TAROのヒップホッぷぅー」（日本コロムビア）（2013）

鈴木翼、福田りゅうぞうとのコラボレーション
- CD　アキレスケンタウルス体操（2014）

福田りゅうぞうとのコラボレーション
- CD　ねあんでるた〜る人 （2015）
- CD　だ・る・ま・さんがおどった!（2015）

シスコーン坊やとのコラボレーション
- シスコーンズ「毎朝サクサク体操」（日清シスコ）（2017年）

### 書籍
- ザ・ケロポンズ〜　見たい知りたいふたりのすべて〜（鈴木出版）（2010）
- 楽譜集「いつでもうたえるケロポンズBestソング・ブック」（鈴木出版）（2007）
（対応CD「いつでもうたえるケロポンズBestソング・ブック」（鈴木出版）（2007））

### 体操
- DVDつき本「ケロポンズのいち・にのたいそう」（カエルちゃん）（2007）